# Daniel Barringer
Daniel Barringer (ur. 25 maja 1860, zm. 1929) – amerykański geolog i przemysłowiec.

## Życiorys
Był pierwszą osobą, która udowodniła, że Krater Meteorytowy (zwany też Kraterem Barringera) powstał od uderzenia meteorytu. Jego rodzina jest obecnie właścicielem terenu, na którym leży krater i dlatego miejsce nie ma statusu Pomnika Narodowego USA, gdyż takowy musi być własnością federalną. W latach 60. XX wieku amerykańscy astronauci z NASA na dnie krateru przeprowadzali treningi przed misją na Księżyc w ramach Programu Apollo.